# Iphiaulax pectoralis
Iphiaulax pectoralis är en stekelart som beskrevs av Szepligeti 1914. Iphiaulax pectoralis ingår i släktet Iphiaulax och familjen bracksteklar. Inga underarter finns listade i Catalogue of Life.